# Луис Едуардо Магаляйнс
Луис Едуардо Магаляйнс (на португалски: Luís Eduardo Magalhães) е град и община в Източна Бразилия, щат Баия, мезорегион Крайно западна Баия, микрорегион Барейрас. Според Бразилския институт по география и статистика през 2010 г. общината има 60 179 жители.